# Bagheera (animal)
Bagheera es un género de arañas araneomorfas de la familia Salticidae. Se encuentra en América del Norte y América Central.   

## Lista de especies
Según The World Spider Catalog 12.5:
- Bagheera kiplingi Peckham & Peckham, 1896
- Bagheera prosper (Peckham & Peckham, 1901)